# Березовский, Вадим Акимович
Вадим Акимович Березовский (укр. Вадим Якимович Березо́вський; 29 августа 1932, Киев — 14 ноября 2020, там же	) — советский и украинский ученый-медик, патофизиолог, специалист в области клинической физиологии и космической медицины.
Доктор медицинских наук (1970), профессор (1978). Лауреат премии Президиума АН УССР, заслуженный деятель науки и техники Украины (1998), лауреат Государственной премии Украины в области науки и техники (2000), премии им. А. А. Богомольца АН УССР (1975).
Вице-президент Международной академии проблем гипоксии, директор Государственного научно-исследовательского медико-инженерный центр немедикаментозного оздоровления, реабилитации, терапии «НОРТ» при Институте экспериментальной патологии, онкологии и радиобиологии им. Г. Е. Кавецкого, заведующий отделом клинической патофизиологии Института физиологии имени А. А. Богомольца, куратор направления «Космическая медицина» Национального космического агентства Украины. Член Международной академии проблем гипоксии.

## Биография
В 1950 году поступил на учёбу в Киевский медицинский институт — лечебный факультет. По окончании обучения получил диплом с отличием, работает невропатологом в Луцкой детской больнице, одновременно преподавал физиологию в Луцком медицинском училище.
В 1958 начал аспирантуру при Институте физиологии им. А. А. Богомольца. Защищает кандидатскую, со временем — докторскую диссертацию.
Работал младшим, старшим научным сотрудником, заведующим лабораторией, заведующим отделом физиологии дыхания, отдела клинической патофизиологии.
В течение 3 лет читал подготовленный им курс лекций в Киевском государственном университете имени Т. Г. Шевченко — на биологическом факультете.
В своих экспериментальных работах исследовал тепловые эффекты возбуждения в различных участках головного мозга собак и связь с функциональной активностью и местным кровоснабжением нервной ткани.
В сотрудничестве с Николаем Сиротининым первыми на Украине использовали электрохимический метод измерения напряжения кислорода в живых человеческих тканях и лабораторных тканей.
В ходе этих исследований разработал и внедрил:
- технологию калибровки индикаторного электрода,
- методику стабилизации активной поверхности электрода в биологической среде,
- средства для предотвращения каталитического выделения кислорода при работе в кислой среде.

Разработал и внедрил в промышленное производство окситензометр — первый в СССР прибор для измерения напряжения кислорода в тканях животных и человека, за эту работу удостоен премии Президиума АН УССР.
Вместе с сотрудниками отдела кардиологии создано и запатентовано устройство дискретного измерения систолического и диастолического напряжения кислорода в миокарде.
Был организатором проведения в Киеве трех Всесоюзных симпозиумов: «Полярографическое определение кислорода в биологических объектах» — 1967, 1969, 1972.
Почти ежегодно принимал участие в высокогорных экспедициях, по итогам которых в 1975 году выпустил монографию «Напряжение кислорода в тканях животных и человека».
Будучи руководителем отдела физиологии дыхания, продолжал направление предыдущего руководителя — профессора Е. В. Колпакова, исследовал реакции различных биологических объектов на гипоксию, по этих исследованиях в 1978 году вышла монография «Гипоксия и индивидуальные особенности реактивности».
Составил реестр моно — и дизиготных близнецов города Киева — для исследования соотношения врожденных и приобретенных в процессе онтогенеза особенностей реакций на гипоксию, проводил выборочные исследования на уровне моря и в условиях высокогорья
Вместе с В. Ю. Горчаковым разработали и создали прибор сурфактометр — для определения активности сурфактантов.
Результаты исследований вышли в монографии — «Поверхностно-активные вещества легкого» — 1982,
и сборнике «Сурфактанты легкого в норме и патологии» — 1983.
Во время исследования влияния реакции организма на начальные стадии развития гипоксии, исследовал стимулирующее влияние на секрецию эндорфинов, эритропоэтинов, катехоламинов, общую стимуляцию энергетического метаболизма. Установил, что есть два отличных по эффекту действия типы кислородной депривации:
- саногенная гипоксия, способствующая человеческому здоровью и долголетию
- и патогенная гипоксия, способна повредить здоровье.

В дальнейших исследованиях при использовании новейших мембранных технологий и эффекта «мембранного сита», создает генераторы искусственного горного воздуха, которые способны обеспечить индивидуальное дозирование нормобарической саногенной гипоксии — приборы «Борей» и «Оротон».
По результатам этих исследований выпустил монографии «Физиологические механизмы саногенных эффектов горного климата» — 1988 и «Введение в оротерапию» — 1998, переизданная в 2002.
Также исследовал биофизические феномены жизнедеятельности как отдельных клеток, так и организма в целом. По этим исследованиям опубликовал
- «Учебник-справочник по физиологии и патологии дыхания» — 1984, и
- «Биофизические характеристики тканей человека» — 1990.

Вместе с сотрудниками отдела клинической патологии доказал способность тормозить развитие аллергических состояний и остеопении бездействия во время преадаптации в пределах саногенной гипоксии. Разработанную методику превентивного повышения резистентности организма было использовано в предполётной подготовке космонавта Леонида Каденюка и дублёра Ярослава Пустового.
Среди его работ, в частности: «Инструментальная оротерапия в комплексной реабилитации детского церебрального паралича» — вместе с В. Ю. Мартынюком и К. В. Яценко, 2008.
Похоронен на Байковом кладбище вместе с женой (участок № 6).

### Семья
Вместе с женой, Екатериной Олеговной Богомолец, воспитали дочь, Ольгу Богомолец — медика и общественную деятельницу.

## Общественная деятельность
Профессор Березовский — активный общественный деятель, организатор акций против застройки на территории Александровской больницы в Киеве. Конфликт разгорелся из-за желания концерна «Жилстрой» построить 17-этажный дом впритык к корпусам больницы по улице Шелковичной в 2008 году. Березовский вместе с представителями инициативы «Сохрани старый Киев» участвовал в столкновениях с застройщиками, после чего против 76-летнего профессора было возбуждено уголовное дело за избиение строителя. В 2010 году обвинение было снято Печерским судом. по Состоянию на февраль 2013 года Высший хозяйственный суд Украины начал рассмотрение жалобы застройщика, через что Березовский сообщил об опасности открытия могильнике сибирской язвы на территории больницы.